# Aurelio Martínez Estévez
Aurelio Martínez Estévez (Saragossa, 1947) és un polític i economista valencià d'origen aragonés.

## Biografia
Catedràtic d'Economia Aplicada i doctor en Ciències Econòmiques i Empresarials per la Universitat de València, ha estat Conseller d'Economia i Hisenda de la Generalitat Valenciana en el darrer govern del socialista Joan Lerma, des del 1993 al 1995.
Ha ocupat distints càrrecs a l'Administració, tant nacional, autonòmica com local. Abans de ser conseller, ocupà la direcció del Departament d'Economia del Gabinet de Presidència del mateix govern. També ha sigut president de l'Institut Valencià de Finances i el 2004 fou nomenat president de l'Institut de Crèdit Oficial, càrrec que deixà el 2009 per tal de presidir el grup de construcció naval militar Navantia.
Després d'abandonar la conselleria, el 1995 seria el candidat socialista a l'Alcaldia de l'Ajuntament de València, eleccions que perdria front a Rita Barberà, i esdevingué regidor portaveu socialista fins al 1999.
Anteriorment va ocupar diversos càrrecs en l'àmbit de la banca, entre ells els de vicepresident de la Caixa d'Estalvis Provincial de València i secretari general de la Federació Valenciana de Caixes d'Estalvi. També fou membre del Consell de Política Científica i Tecnològica de la Conselleria d'Educació i Cultura i del comité assessor de la Institució Alfons el Magnànim, així com de la Institució Valenciana d'Estudis i Investigació, director de l'Observatori de Conjuntura Econòmica Internacional (OCEI) i director del Departament d'Estructura Econòmica de la Universitat de València.
El 3 d'abril de 2013 és nomenat vicepresident econòmic de la Fundació València Club de Futbol al costat del nou patronat d'aquesta fundació, intervinguda pel govern valencià en estar endeutada amb l'entitat Bankia i haver sigut avalada per la Generalitat. El 30 d'abril, després de la dimissió del president Federico Varona el 16 d'abril, és nomenat president de la Fundació. El 23 de maig de 2014 va anunciar la seua dimissió, una vegada consumada la venda del paquet accionarial de la Fundació a Meriton Holdings Limited, de la qual és propietari Peter Lim.
El 31 de juliol de 2015 va ser nomenat pel Consell de la Generalitat com a President de l'Autoritat Portuària de València. Fou destituït el març de 2023 després que Martínez es posicionara a favor de l'ampliació del Port, un debat que ha enfrontat el PSPV amb Compromís, socis al govern de la Generalitat Valenciana. A més a més, aquesta destitució va tindre lloc dos dies després de la declaració de Martínez en seu judicial per la venda de la majoria accionarial del València CF a Peter Lim, quan presidia la fundació de club.

## Obres
- Reflexiones en torno a la crisis económica de los años 70 (València, 1977).
- Dinámica exportadora del País Valenciano (València, 1978)
- Estructura industrial y generación de empleo en la economía murciana (València, 1980)
- Coyuntura y crisis económica: apuntes para su interpretación (València, 1983)
- Economia internacional. Diez años de crisis (València, 1985)